# Зайботенройт
Зайботенройт (нем. Seybothenreuth) — община в Германии, в Республике Бавария.
Подчиняется административному округу Верхняя Франкония. Входит в состав района Байройт. Население составляет 1355 человек (на 31 декабря 2010 года). Занимает площадь 17,44 км². Местные регистрационные номера транспортных средств (коды автомобильных номеров) (нем. Kraftfahrzeugkennzeichen) — BT.
Община подразделяется на 9 сельских округов.

## Население

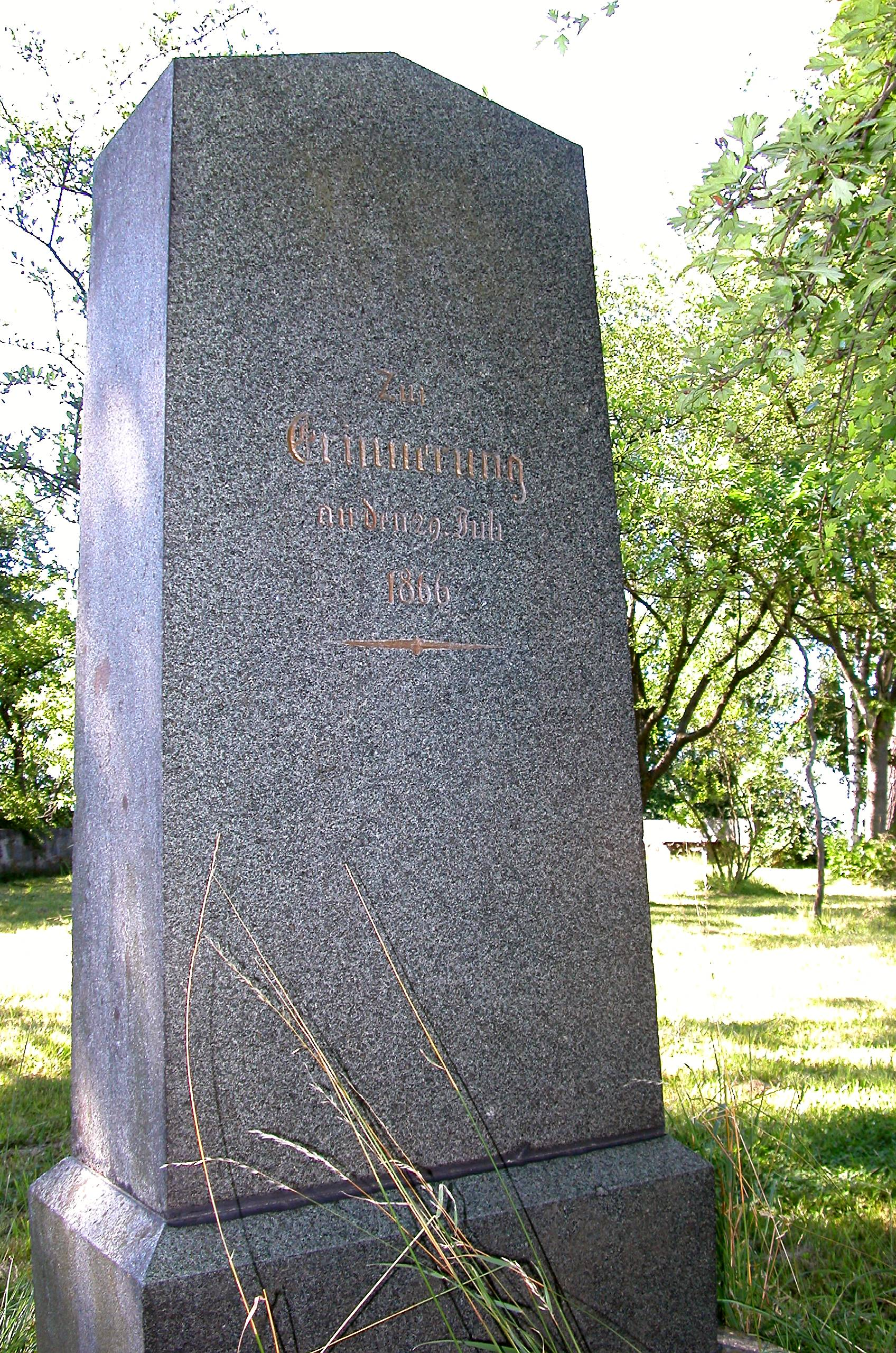
Зайботенройт

По оценке на 31 декабря 2015 года население общины Зайботенройт составляет 1279 чел. 

| Дата      | 1840 | 1871 | 1900 | 1925 | 1939 | 1950 | 1961 | 1970 | 1987 | 2011 |
| --------- | ---- | ---- | ---- | ---- | ---- | ---- | ---- | ---- | ---- | ---- |
| Население | 579  | 697  | 595  | 634  | 603  | 973  | 743  | 674  | 725  | 1289 |

| Год       | 1960 | 1970 | 1980 | 1990 | 2000 | 2009 | 2010 | 2011 | 2012 | 2013 | 2014 | 2015 |
| --------- | ---- | ---- | ---- | ---- | ---- | ---- | ---- | ---- | ---- | ---- | ---- | ---- |
| Население | 763  | 677  | 735  | 792  | 1326 | 1355 | 1355 | 1273 | 1274 | 1265 | 1266 | 1279 |